# Africa Beach Soccer Cup of Nations 2015
L'Africa Beach Soccer Cup of Nations 2015 è la 7ª edizione di questo torneo.

## Qualificazioni

### Squadre partecipanti

#### Primo turno
- Camerun
- Gibuti
- Kenya
- Mali
- Mauritius

- Mozambico
- Sudan
- Tanzania
- Tunisia
- Uganda

#### Secondo Turno
- Egitto
- Ghana
- Costa d'Avorio
- Libia
- Madagascar

- Marocco
- Nigeria
- Senegal
- Sudafrica

### Primo turno
| Squadra 1 | Totale | Squadra 2 | Andata | Ritorno |
| --------- | ------ | --------- | ------ | ------- |
| Tunisia   | rit    | Mali      | —      | —       |
| Sudan     | rit    | Gibuti    | —      | —       |
| Camerun   | rit    | Uganda    | —      | —       |
| Kenya     | 9–12   | Tanzania  | 3–5    | 6–7     |
| Mauritius | 7–6    | Mozambico | 2–4    | 5–2     |

Note: Tunisia e Cameroon si sono ritirate. Sudan e Djibouti dovevano giocare una partita secca in Egitto ma il Sudan si è ritirato.

### Secondo turno
| Squadra 1  | Totale | Squadra 2      | Andata | Ritorno |
| ---------- | ------ | -------------- | ------ | ------- |
| Mali       | rit    | Senegal        | –      | –       |
| Gibuti     | 1–16   | Marocco        | —      | 1–16    |
| Uganda     | 8–21   | Ghana          | 6–9    | 2–12    |
| Tanzania   | 6–15   | Egitto         | 2–6    | 4–9     |
| Mauritius  | 6–18   | Costa d'Avorio | 4–6    | 2–12    |
| Madagascar | 9–3    | Sudafrica      | 5–1    | 4–2     |
| Nigeria    | rit    | Libia          | —      | —       |

Note: Libia ritirata. Djibouti e Marocco giocano una partita secca a Casablanca, Marocco. Madagascar e Sud Africa hanno giocato entrambi i match a Durban. Mali si è ritirato.

## Squadre partecipanti
Di seguito le 8 nazionali qualificate.
- Egitto
- Ghana
- Costa d'Avorio
- Madagascar
- Nigeria
- Marocco
- Seychelles (ospitante)
- Senegal

## Fase a gironi

### Girone A
| Pos | Team           | G | V | V+ | VR | P | GF | GS | +/- | P |
| --- | -------------- | - | - | -- | -- | - | -- | -- | --- | - |
| 1   | Nigeria        | 3 | 2 | 1  | 0  | 0 | 21 | 8  | +13 | 8 |
| 2   | Costa d'Avorio | 3 | 1 | 0  | 1  | 1 | 11 | 11 | 0   | 4 |
| 3   | Egitto         | 3 | 1 | 0  | 0  | 2 | 9  | 9  | 0   | 3 |
| 4   | Seychelles     | 3 | 0 | 0  | 0  | 3 | 4  | 17 | -13 | 0 |

| Squadra 1      | Risultato     | Squadra 2      |
| -------------- | ------------- | -------------- |
| Nigeria        | 10-1          | Seychelles     |
| Costa d'Avorio | 3-3 (3-1 dcr) | Egitto         |
| Nigeria        | 4-1           | Egitto         |
| Costa d'Avorio | 2-1           | Seychelles     |
| Egitto         | 5-2           | Seychelles     |
| Nigeria        | 7-6 dts       | Costa d'Avorio |

### Girone B
| Pos | Team       | G | V | V+ | VR | P | GF | GS | +/- | P |
| --- | ---------- | - | - | -- | -- | - | -- | -- | --- | - |
| 1   | Madagascar | 3 | 2 | 1  | 0  | 0 | 20 | 11 | +9  | 8 |
| 2   | Senegal    | 3 | 1 | 0  | 0  | 2 | 12 | 11 | +1  | 3 |
| 3   | Marocco    | 3 | 1 | 0  | 0  | 2 | 13 | 18 | -5  | 3 |
| 4   | Ghana      | 3 | 1 | 0  | 0  | 2 | 12 | 17 | -5  | 3 |

| Squadra 1  | Risultato | Squadra 2 |
| ---------- | --------- | --------- |
| Senegal    | 7-3       | Marocco   |
| Madagascar | 9-4       | Ghana     |
| Marocco    | 5-3       | Ghana     |
| Madagascar | 3-2 dts   | Senegal   |
| Ghana      | 5-3       | Senegal   |
| Madagascar | 8-5       | Marocco   |

## Piazzamenti 5º-8º

### Semifinali
| Squadra 1 | Risultato | Squadra 2  |
| --------- | --------- | ---------- |
| Egitto    | 6-5       | Ghana      |
| Marocco   | 5-1       | Seychelles |

### Finali

#### 7º-8º posto
| Squadra 1 | Risultato | Squadra 2  |
| --------- | --------- | ---------- |
| Ghana     | 12-1      | Seychelles |

#### 5º-6º
| Squadra 1 | Risultato | Squadra 2 |
| --------- | --------- | --------- |
| Marocco   | 3-1       | Egitto    |

## Finali

### Semifinali
| Squadra 1  | Risultato     | Squadra 2      |
| ---------- | ------------- | -------------- |
| Senegal    | 4-3 dts       | Nigeria        |
| Madagascar | 4-4 (3-2 dcr) | Costa d'Avorio |

### Finali

#### 3º-4º posto
| Squadra 1 | Risultato | Squadra 2      |
| --------- | --------- | -------------- |
| Nigeria   | 9-1       | Costa d'Avorio |

#### Finale
| Squadra 1  | Risultato     | Squadra 2 |
| ---------- | ------------- | --------- |
| Madagascar | 1-1 (2-1 dcr) | Senegal   |

## Classifica Finale
| Pos | Team           |
| --- | -------------- |
| 1   | Madagascar     |
| 2   | Senegal        |
| 3   | Nigeria        |
| 4   | Costa d'Avorio |
| 5   | Marocco        |
| 6   | Egitto         |
| 7   | Ghana          |
| 8   | Seychelles     |